# Trabecula laxa
Trabecula laxa är en snäckart som först beskrevs av Dall och Bartsch 1909.  Trabecula laxa ingår i släktet Trabecula och familjen Pyramidellidae. Inga underarter finns listade i Catalogue of Life.